# 衛臻
衛 臻（えい しん、生没年不詳）は、中国後漢末期から三国時代の政治家。字は公振。兗州陳留郡襄邑県（河南省睢県）の人。父は衛茲。子は衛烈・衛京・衛楷。孫は衛権。『三国志』魏志に伝がある。

## 生涯
父は、曹操が董卓を討つため義兵を挙げたときに協力した人物の一人であるが、曹操が董卓軍の徐栄に敗れた戦いで戦死している。
夏侯惇が陳留太守であったとき、衛臻は計吏として登用された。ある時、夏侯惇が衛臻の夫人を酒宴に呼び寄せようとしたが、衛臻は道徳に反する行為だとしてこれを拒絶した。夏侯惇は腹を立て衛臻を拘束したが、後に赦免した。
衛臻は後漢朝廷に仕え、黄門侍郎となった。東郡の朱越という人物が乱を起こし、衛臻に協力を求めた。しかし曹操は、亡き衛茲の忠節にかねがね感じ入っていたため、これを信じなかった。荀彧からも信じないよう同様の報告があったため、曹操の衛臻への信頼はさらに強まった。
後に衛臻は勅命を受け、貴人を迎えるため曹操政権の下を訪問した。曹操はこの機会に衛臻を自身の配下に留め、上奏して丞相府に貰い受けさせ軍事に参画させた。亡き衛茲の旧功を改めて賞し、関内侯を与えた。衛臻は後に戸曹掾となった。
曹植が曹操から寵愛を受けると、丁儀が衛臻に結託することを求めたが、衛臻はこれに応じなかった。
曹丕が王位に就くと散騎常侍に、また帝位に就く（文帝）と安国亭侯に封じられた。曹操期以来の群臣達が魏を称える一方で、後漢の徳を口々に貶したが、衛臻だけは禅譲の徳義を理由に後漢の徳を称えた。曹丕は衛臻を称え、山陽公と同様の扱いにすべきだとし、尚書に昇進させ、侍中・吏部尚書に転任させた。
曹丕が広陵に遠征したときは、中領軍代行として随行した。曹休が呉の降服者より入手した孫権の動静情報について、「それは偽りなのではないか」と意見した。後に衛臻の意見が正しかったことが判明している。
月日はながれ、曹丕は曹霖を寵愛するようになっていた。ある時、曹丕は衛臻に対し、平原侯となっていた曹植について尋ねた。衛臻は曹植の徳について称えたが、決して曹霖のことについては口に出さないようにした。
曹叡（明帝）の時代には、康郷侯に爵位が進んだ。尚書僕射に移り官吏の登用を担当し、侍中の官位も再び加えられた。蔣済と人事について意見を交わした形跡がある。
鎮まり返っていた蜀漢が、諸葛亮を先頭に天水に侵略（北伐）してくると、衛臻は兵を派遣して糧道を断つよう進言した。さらに征蜀将軍・仮節都督涼州諸軍事に任命され、長安に向かったが、長安に着いた頃に蜀軍が撤退したため、そのまま帰還した。衛臻は帰還すると元の職に復帰し、光禄大夫に任じられた。
曹叡が宮殿造営に熱中するようになると、衛臻は厳しくこれを諌めた。また、殿中監が勝手に蘭台令史を逮捕する事件が起きると、殿中監を厳しく追及し、曹叡の干渉にも毅然と反論した。
再び蜀漢が斜谷に侵攻し、また征南将軍から、呉の朱然が荊城を通過し攻め寄せてきているという情報が入った。衛臻は朱然の動きは陽動で、結局は孫権の合肥攻めに合流するだろうと読んだ。孫権は朱然を居巣に呼び、合肥を攻撃した。この時、曹叡は合肥の援軍に自ら出向こうとした。
衛臻は、孫権の侵攻は諸葛亮に同調するポーズをとっただけで、実際は形勢を傍観しているだけであること、また合肥は堅城であることを理由に、親征せず軍隊の費用を節約すべきと述べた。果たして曹叡が尋陽まで赴いたところで、孫権は引き揚げた。
また後に毌丘倹が上奏し、遼東の公孫淵を征伐することの許可を求めてきた。衛臻は毌丘倹の計画が無謀であるとして反対した。毌丘倹は兵を動かすことを許されたが、やはり上手くいかなかった（遼隧の戦い）。
高齢となり司空に昇進し、さらに司徒となった。正始年間には長垣侯に封じられた。千戸の領邑を有し、一子も列侯された。ある時曹爽は夏侯玄を使いに送り、衛臻に尚書令を兼務させたいと伝えさせ、また、弟に娘を嫁に嫁がせたいとも申し入れたが、いずれも拒絶された。
死後、太尉の官を追贈され、敬侯と諡された。